# Anatolij Bogdanov
Anatolij Bogdanov, född 1 januari 1931 i Leningrad, död 30 september 2001 i Moskva, var en sovjetisk sportskytt.
Han blev olympisk guldmedaljör i gevär vid sommarspelen 1952 i Helsingfors och vid sommarspelen 1956 i Melbourne.